# سرژ بورگینیون
سرژ بورگینیون (فرانسوی: Serge Bourguignon‎؛ زادهٔ ۳ سپتامبر ۱۹۲۸) یک فیلم‌نامه‌نویس، هنرپیشه، و کارگردان فیلم اهل فرانسه است.

## زندگی‌نامه
متولد ۱۹۲۹ در «من یوله» (Maignelay-Montigny) بعد از تحصیل سینما در مدرسهٔ «ایدک» کارش را با دستیاری ژان پیر ملویل در فیلم «کودکان وحشتناک» آغاز و آندره زوو بادا اولین فیلم کوتاهش را با او می‌سازد. وی در ۱۹۵۴ فعالیت عمدهٔ فیلمسازی اش را در بورنئو متمرکز کرده و بعد از یک سال کار در آنجا به هند می‌رود و کار فیلمسازی را زا ۱۹۵۵ تا ۱۹۵۶ در هند دنبال می‌کند. بعداً به جاهای دیگری مثل تبت، چین، مالایا، برمه رفته و به فیلمسازی و کارگردانی می‌پردازد تا اینکه در سال ۱۹۵۸ در مکزیک، نه ماه تمام بر روی فیلم‌نامه ماری لومیر کار می‌کند. عاقبت سرژ بورگینیون «جایزه اسکار بهترین فیلم خارجی زبان» را بخاطر ساختن فیلم سی بل در ۱۹۶۹ از آن خود می‌گرداند

## فیلمشناسی
1. رن، رودخانه بین‌المللی (۱۹۵۲)
2. پزشک خاک‌ها (۱۹۵۳)
3. شیاطین و شگفتی‌های بالی (۱۹۵۴)
4. بورنئو (۱۹۵۴)
5. سیکیم، سرزمین سری (۱۹۵۶)
6. ریش سفید جوان (۱۹۵۷)
7. توقف گاه (۱۹۵۹)
8. ستارهٔ دریا (۱۹۵۹)
9. نمایش دهندهٔ سایه‌ها (۱۹۵۹)
10. لبخند (۱۹۶۰)
11. سی بل (۱۹۶۲)
12. سوارکاری (۱۹۶۴)
13. جایزه (۱۹۶۵)
14. با قلبی شاد (۱۹۶۷)
15. تابستان پیکاسو (۱۹۶۷)

## جوایز
- برنده جایزه اسکار بهترین فیلم غیر انگلیسی‌زبان (۱۹۶۹)